# Crematogaster desperans
Crematogaster desperans är en myrart som beskrevs av Auguste-Henri Forel 1914. Crematogaster desperans ingår i släktet Crematogaster och familjen myror. Inga underarter finns listade i Catalogue of Life.